# Kanebogen stadion
Het Kanebogen stadion (voormalige naam: Åsmyra)  is een ijsbaan in Harstad in de provincie Troms in het noorden van Noorwegen. De openlucht-natuurijsbaan is geopend in 1977 en ligt op 45 meter boven zeeniveau. De belangrijkste wedstrijden die er gereden zijn, zijn het Noors kampioenschap sprint van 1985 en 1995.

## Nationale kampioenschappen
- 1985 - NK sprint mannen/vrouwen
- 1995 - NK sprint mannen/vrouwen